# Marisa Mediavilla Herreros
Marisa Mediavilla Herreros (Boadilla del Camino, Palencia; 4 de febrero de 1945) es una bibliotecaria, documentalista y feminista española especializada en la Historia de las mujeres y que fundó en 1985 la Biblioteca de Mujeres de Madrid, con el objetivo de reunir la cultura y el saber de las mujeres a lo largo de la historia, especialmente en España; intentar poner de manifiesto la importancia de las contribuciones de la mujer a la sociedad; servir de punto de encuentro e intercambio de información y experiencias y reunir, conservándolos, documentos elaborados por el movimiento feminista a lo largo de la historia.

## Trayectoria
Mediavilla forma parte del grupo de Mujeres Feministas Independientes de Madrid, donde tuvo lugar la primera sede de la biblioteca, un pequeño espacio del Instituto de la Mujer situado en el número 44 de la calle del Barquillo, donde permaneció hasta 1997. En esa primera fase y hasta 2002, se involucró en el proyecto la filóloga y escritora de ciencia ficción Lola Robles Moreno, y que se ocupó de la coordinación de las actividades culturales y de la gestión administrativa y económica de la Biblioteca, pocos meses después de su puesta en marcha.
La falta de espacio y de dinero han sido los retos a superar en este proyecto aunque Mediavilla optó por no depender de organismos públicos. En sus inicios la biblioteca era una asociación sin ánimo de lucro y de ámbito local pero, a medida que el proyecto fue creciendo, en 1991 pasó a ser competencia estatal, de manera que podían acceder a subvenciones del Instituto de la Mujer. En 2006 se carecía de un espacio adecuado y fueron frecuentes los traslados hasta que los fondos de la biblioteca fueron trasladados al Instituto de la Mujer. Pero fue en 2012 donde tuvo lugar su último traslado al Museo del Traje, situado en la Avenida Juan de Herrera 2, donde fueron automatizados los fondos. La Biblioteca de Mujeres está compuesta por más de 30 000 volúmenes, con algunas obras del siglo XVIII, pero fundamentalmente del XIX y del XX. En ese fondo se pueden encontrar: estudios y ensayos feministas, femeninos y misóginos (de diversas autoras y autores), biografías, obras de creación artística y literaria, además de literatura gris, revistas y colecciones especiales como agendas, calendarios, carteles, folletos, sellos, pegatinas, tarjetas, tebeos y chapas.
Junto a Ricarda Folla Fernández, Mediavilla desarrolló en 2014 un Tesauro de Mujeres que, a diferencia de los tesauros convencionales, refleja la lucha de las mujeres por sus derechos y la existencia del feminismo, y cuyo objetivo es “que se convierta en un instrumento que refleje la realidad pero que también ayude a transformarla, con un lenguaje incisivo en lugar de excluyente y discriminatorio”.
En su trayectoria profesional, Mediavilla ha defendido el papel de las librerías, tanto las especializadas en ciertos temas (feministas, de ciencia ficción, de viajes…) como generalistas y también las de segunda mano, que además han sido en parte una fuente para la consecución de fondos para la Biblioteca de la Mujer. Reconoce la existencia de anteriores bibliotecas dedicadas a la mujer como la Biblioteca Popular de la Mujer fundada por Francesca Bonnemaison en Barcelona en 1909, el Lyceum Club creada en 1926 o la biblioteca de la Residencia de Señoritas creada en 1915 y ambas dirigidas por la pedagoga y humanista Maria de Maeztu y desmanteladas tras el estallido de la Guerra Civil.

## Obra
- 2004 – Catálogo 'El Tebeo Femenino', con unas 200 entradas, prologado por Mayka Muñoz. Biblioteca de Mujeres de Madrid.[21]
- 2011 – "El tebeo femenino", un recorrido ilustrado del tebeo femenino, desde los años 30 hasta la actualidad. Editorial Alberto Santos. ISBN 9788415238003
- 2014 – "Tesauro de Mujeres", por Marisa Mediavilla Herreros y Ricarda Folla Fernández. Biblioteca de Mujeres de Madrid.
- 2017 – Catálogo de escritoras españolas. Biblioteca de Mujeres de Madrid.
- 2017 – Catálogo de revistas. Biblioteca de Mujeres de Madrid.
- 2017 – Catálogo de carteles. Biblioteca de Mujeres de Madrid.

## Reconocimientos y premios
En 2016, la Junta directiva del Gremio de Libreros de Madrid le concedió el Premio Leyenda por “su apasionada e incansable búsqueda del legado literario de las mujeres”.
En 2017 recibió el X Premio ParticipanDo creamos Espacios de Igualdad, en la categoría de Arte y Cultura, otorgado por el Consejo de las Mujeres del municipio de Madrid.
En 2021 recibió el AMEIS de Plata correspondiente al año 2020,  este galardón es un reconocimiento literario a las mujeres que abrieron camino dentro de la literatura, otorgado por la Asociación de Mujeres Escritoras e Ilustradoras (AMEIS).